# Murdannia allardii
Murdannia allardii är en himmelsblomsväxtart som först beskrevs av De Wild., och fick sitt nu gällande namn av John Patrick Micklethwait Brenan. Murdannia allardii ingår i släktet Murdannia och familjen himmelsblomsväxter. Inga underarter finns listade.